# Дойл, Джон (футболист)
Джон Джозеф Дойл (англ. John Joseph Doyle, родился 16 марта 1966 года) — американский профессиональный футболист, выступавший на позиции защитника в различных первенствах Соединённых Штатов и игравший в Европе (в Германии и Швеции). Дважды становился лучшим футбольным защитником в США (в 1995 и 1996 годах), провёл 53 игры за сборную США (в том числе две на чемпионате мира 1990 года) и играл на Олимпиаде в Сеуле. До своего увольнения 29 августа 2016 года занимал должность генерального менеджера футбольного клуба «Сан-Хосе Эртквейкс», выступающего в MLS.

## Ранние годы
Дойл учился в средней школе Вашингтона в американском городе Фримонт (штат Калифорния) и играл за команду мальчиков, выиграв с ней первенство лиги, став одним из лучших бомбардиров и попав в символическую сборную в каждом из своих сезонов выступления. В городе выступал за молодёжную команду «Фримонт Сити» и четырежды выигрывал чемпионат Калифорнии. Учился в университете Сан-Франциско, в 1986 году вошёл во второй состав символической сборной студентов (All-American). Член Зала славы Университета Сан-Франциско с 1999 года.

## Карьера игрока

### Western Soccer League
В 1987 году Дойл начал карьеру за клуб «Сан-Хосе Эртквейкс» из Западной лиги футбола (Western Soccer League). В 1989—1990 годах он выступал за «Сан-Франциско-Бэй Блэкхокс» во время перерыва в чемпионате колледжей, а в 1989 году попал в символическую сборную Western Soccer League

### Европа
В 1990 году Дойл перешёл в шведский клуб «Эргрюте», откуда в 1992 году вернулся летом для выступления за «Блэкхокс» в шести играх. В 1993 году он играл в Бундеслиге за «Лейпциг», откуда клуб вылетел по итогам сезона 1993/94 во Вторую Бундеслигу.

### Возвращение в США
После вылета «Лейпцига» Дойл вернулся в США, подписав контракт с новой высшей профессиональной лигой MLS, однако из-за переноса её инаугурального сезона на 1996 год, в 1995 году выступал за «Атланту Ракэс» из Эй-лиги на правах аренды. Команда дошла до финального матча, который проиграла клубу «Сиэтл Саундерс». Дойл вошёл в символическую сборную Эй-лиги и стал лучшим защитником сезона 1995. Перед началом первого сезона MLS по итогам драфта права на игрока приобрёл «Сан-Хосе Клэш» (с 1999 года — «Сан-Хосе Эртквейкс»), за который до 2000 года Дойл и выступал в дальнейшем, став первым капитаном клуба. В 1996 году Дойл стал лучшим защитником MLS, отличившись 11 раз и отдав 15 голевых передач.

## В сборных
30 мая 1987 года Дойл провёл первую игру за сборную США против Канады в рамках квалификации на Олимпиаду. Проиграв неделей ранее 0:2, в первом матче Дойла сборная выиграла 3:0. В Сеуле Дойл сыграл три матча олимпийского турнира и забил гол в ворота СССР (хотя США проиграли 2:4). Это произошло на 86-й минуте, когда Дойл получил пас от Пола Калиджури и забил гол, переиграв вратаря советской команды Дмитрия Харина. Дойл сыграл две игры за сборную США на чемпионате мира 1990 года, также в её составе выиграл Золотой кубок КОНКАКАФ в 1991 году и занял 2-е место в 1993 году.

## После карьеры
После ухода из большого футбола Дойл комментировал матчи клуба «Сан-Хосе Эртквейкс» для радио и телевидения. В 2004 году он стал помощником главного тренера клуба Доминика Киннира, который сменил ушедшего в сборную Канады Фрэнка Йеллопа. С 3 октября 2007 года Дойл стал генеральным менеджером «Эртквейкс» и был уволен 29 августа 2016 года. В настоящее время директор тренерской школы Mustang Soccer League в Данвилле (штат Калифорния).

## Достижения
- Член символической сборной Western Soccer Alliance: 1989
- Член символической сборной Американской профессиональной футбольной лиги: 1990, 1992
- Защитник года в Эй-лиге: 1995
- Член символической сборной Эй-лиги: 1995
- Защитник года в MLS: 1996
- Член символической сборной MLS: 1996